# اكتفاء ذاتي
الاكتفاء الذاتي (بالإنجليزية: Autarky)‏ أو الاقتصاد المغلق (بالإنجليزية: Closed Economy)‏ يقصد به أن يعتمد بلد ما على إمكانياته الخاصة للحصول على احتياجاته من السلع الاستهلاكية والاستثمارية، بهدف التقليل من مستوى التبعية السياسية والاقتصادية للدول الأخرى وبالتالي تحقيق درجة أعلى من الاستقلالية في قراراته ومواقفه الدولية والداخلية. الاكتفاء الذاتي لا يعني بأي حال من الأحوال وقف أو قطع التبادل التجاري مع الدول الأخرى وإنما إعداد وتأمين شروط وظروف داخلية وطنية لتحقيق ربحية أعلى للتبادل الاقتصادي عبر قنوات تقسيم العمل الدولي وذلك رغبة منه في تنمية الإنتاج المحلي كميا ونوعيا. بالتالي تحقيق مستوى إشباع نوعي وكمي أعلى لاحتياجات المواطنين الاستهلاكية والاستثمارية. من جهة أخرى يؤدي هذا الوضع الجديد إلى ارتفاع مستوى الرفاهية الاقتصادية والاجتماعية بشكل عام. كل هذه التحولات لا تحدث تلقائيا ولابد من بذل الجهود المكثفة والحثيثة من جميع الوحدات الاقتصادية، أفرادا ومؤسسات وعلى كافة المستويات، ضمن أجواء الديموقراطية والشفافية الاقتصادية، السياسية والاجتماعية.
وهو إحدى السياسات الاقتصادية التي بمقتضاها تحاول أية دولة أن تستغني - كلما وسعها الجهد - عن الواردات من الدول الأخرى، وذلك باعتمادها على منتجاتها المحلية، بدلاً من المنتجات الأجنبية، في إشباع احتياجاتها الاستهلاكية من مختلف السلع والخدمات. وتبدو أهمية هذه السياسة في أوقات الحروب، حيث يتعذر استيراد السلع من الخارج للصعوبات والمخاطر التي تكتنف عمليات الشحن عبر البحار، وفي حالة وجود طاقات معطلة يمكن الإفادة منها باستخدامها في إنتاج السلع المماثلة للسلع المستوردة، حتى ولو كانت أسعارها المحلية في مبدأ الأمر أكثر ارتفاعًا من أسعار نظائرها من السلع المستوردة، أو في حالة الدول المتخلفة التي تسعى للتصنيع بغية الإفادة من فائض السكان في القطاع الزراعي، وهو الفائض الذي يتعطل تعطلاً مقنعًا والذي يمكن سحبه من ميدان الزراعة إلى الصناعة دون أن يهبط الناتج الزراعي الكلي.

## المنظور التاريخي
يرد مؤرخو الأفكار والوقائع الاقتصادية ظهور فكرة الاكتفاء الذاتي الاقتصادي القومي إلى الفيلسوف اليوناني أرسطو الذي صاغ في كتابه «السياسة»، وفي الجزء السابع منه، نظرية الاكتفاء الاقتصادي القومي، إذ قال بضرورة أن تكون المدينة المستقلة (أساس التنظيم السياسي عند الإغريق) أقل ما يمكن اتساعاً على أن توفر لسكانها رفاهية كافية. واستمر اليونانيون في تأكيد هذا المطلب في كتاباتهم حتى بعد أن حققت مدنهم ازدهاراً بوساطة المبادلات الخارجية. ولعل في القول العربي «ويل لأمة تأكل مما لا تزرع وتلبس مما لا تنسج» تأكيداً لأهمية الاكتفاء الذاتي الاقتصادي في حياة الأمم والشعوب وخطورة الاعتماد على استهلاك إنتاج الآخرين. وفيما عدا بعض أنصار المذهب التجاري المتزمتين لم تجد فكرة الاكتفاء الذاتي الاقتصادي مدافعين عنها، فقد كان كتّأب القرن السادس عشر وبداية القرن السابع عشر يرفضون نظرية الاكتفاء الذاتي المطلق، ويدافعون عن فكرة الاكتفاء الذاتي الاقتصادي النسبي. وقد دعا هؤلاء إلى منع استيراد البضائع التي تنافس المنتجات الوطنية، وإلى منع تصدير المواد الأولية اللازمة لتطوير الصناعة.
وكان أنصار الاكتفاء الذاتي الاقتصادي يدعون إلى تطوير الصناعة أكثر من دعوتهم إلى الانعزال عن العالم الخارجي، كما يدعون إلى تحقيق فائض في المبادلات الاقتصادية الخارجية وليس إلى تحديدها.
وعلى امتداد القرن التاسع عشر ظهرت اتجاهات الاكتفاء الذاتي الاقتصادي القومي خاصة في الولايات المتحدة الأمريكية، ويمكن تلمس مثل هذه الاتجاهات في فرنسة وألمانية. ولكن مع الأزمة الاقتصادية العامة لعام 1929 بدأت فكرة القومية الاقتصادية تتجلى بوضوح، وبرز الاتجاه نحو الانكفاء الاقتصادي على الذات القومية. حتى إن اللورد كينز جون مينارد كينز الاقتصادي البريطاني المعروف نشر دراسة حول الاكتفاء الذاتي القومي عام 1923 مدافعاً عن فكرة الاكتفاء الذاتي القومي ومشيراً إلى أن مزاياها في الأحوال الراهنة (آنذاك) أعلى بكثير من الفوائد التي تحصل عليها الأمة نتيجة التخصص الدولي. وما الاتجاه نحو التجمعات الاقتصادية الكبيرة كالأسواق المشتركة أو الانضمام إلى الاتفاقيات والاتحادات الجمركية أو حتى البحث عن وحدات سياسية تامة كالوحدة الأوربية وفكرة الوحدة العربية ببعيد عن فكرة الاكتفاء الذاتي الاقتصادي. وتعدّ سياسات الحماية الجمركية التي تتبعها الدول في الوقت الراهن في باب سياسة الاكتفاء الذاتي الاقتصادي. ومما يلاحظ أن الدول، في كل مرة ترى أن مصلحتها القومية الاقتصادية متضررة من حرية التجارة الخارجية، تلجأ إلى تقييد الواردات بأسلوب أو بآخر مما يندرج تحت سياسة الاكتفاء الذاتي الاقتصادي النسبي.

## توازن الدخل القومي في الاقتصاد المغلق
- يتحد مستوى الدخل التوازني بالطلب الفعال، وهو مجموع ما يتم إنفاقه من مبالغ نقدية في الاقتصاد القومي ويتألف من: الإنفاق الاستهلاكي (c), الإنفاق الاستثماري (I), والإنفاق الحكومي (G), وصافي التعاملات التجارية مع الخارج. Y = C + I + G + ( E - M ) 1
- في حالة الاقتصاد المغلق لا يوجد صفقات مع الخارج، ولا يوجد إنفاق حكومي، وعليه فإن المتطابقة تصبح: Y = C+ I + G 2
- مع افتراض أن الاستثمار المقصود هو الاستثمار الصافي، فإن الدخل القومي في هذه الحالة يساوي الدخل القومي الصافي.
- ومع الافتراض عدم وجود إنفاق حكومي يساوي ضرائب غير مباشرة ومعونات، فإن الدخل القومي المتاح للإنفاق يساوي قيمة الناتج القومي الصافي. Y= C + S 3

← بتعويض2 : في 3 « Y = C+I = Y = C+S »
C+I = C + S4
وهذا يعني أن الإنفاق الكلي في حالة التوازن يساوي الدخل القومي ومجموعها يساوي قيمة الناتج القومي الإجمالي. ويشطب قيمة (C) من طرفي المعادلة 4 ينتج لدينا : 5I = S
وعليه فإن شرط توازن الدخل القومي في الاقتصاد المغلق هو تساوي كل من الاستثمار والادخار.